# Bartolomé Xiberta
Bartolomé Xiberta, O. Carm. (Santa Coloma de Farnés, 4 de abril de 1897 - Tarrasa, 26 de julio de 1967), carmelita de la antigua observancia, fue uno de los teólogos católicos más importantes del siglo XX. Ha sido introducido en Barcelona su proceso de beatificación.

## Biografía
Fue profesor de Teología Dogmática en el Colegio Internacional San Alberto (Roma) y en el Pontificio Instituto de Ciencias Sagradas Regina Mundi. Fue miembro de la Academia Romana de San Tomás, y de otras Academias y Sociedades de Estudios; consultor de la Sagrada Congregación de Sacramentos; miembro de la Comisión preparatoria del Concilio Vaticano II y perito del mismo, participando muy activamente en las dos primeras sesiones. Fue una personalidad destacada en su Orden, desempeñando los más altos cargos: Comisario General de Cataluña y Asistente General. 
En el campo teológico, uno de los mayores méritos de Bartolomé Xiberta consistió en descubrir y revalorizar a los maestros carmelitas medievales, sobre los que escribió dos valiosas obras: De Scriptoribus scholasticis siglo XIV ex Ordine Carmelitarum (Lovaina 1932) y Guiu Terrena, carmelita de Perpinyú (Barcelona 1932). Fue una personalidad polifacética en el terreno teológico. Autor de numerosas obras (impresas y manuscritas), fue talento especulativo, que cultivó con gusto la investigación histórica. 
Escribió su tesis doctoral Clavis Ecclesiae, un estudio por el que ha sido bien reconocido como un renovador del sacramento de la penitencia, afirmando que en la Iglesia primitiva la penitencia tenía un carácter social y comunitario y orientada hacia la reconciliación del individuo con la Iglesia y con Dios. 
Como teólogo especulativo, destacan sus estudios sobre el sacramento de la Penitencia, al que dedica la obra Clavis Ecclesiae, Roma 1922; y sobre las doctrinas cristológicas, de las que se ocupa en las obras: Tractatus del Verbo Incarnato, 2 vol., Madrid 1954, El yo de Cristo. Conflicto entre dos Cristologías, Barcelona 1954. Elaboró una selección de fuentes para el estudio de la Cristología en una obra meritísima: Enchiridion del Verbo Incarnato (Madrid 1957). Su concepción general de la Teología la dejó expuesta en su obra Introductio in Sacram theologiam (Madrid 1949). Su última obra estuvo dedicada a la divina Revelación: La tradición y su problemática actual (Barcelona 1964). 
En una nueva tesis sobre la teología del P. Xiberta, “La Eclesiología del P. Bartomeu M. Xiberta (1897-1967). El ''Redescubrimiento'' de la Iglesia como ''La Obra de Cristo”, Josep M. Manresa, analiza a fondo la valiosa aportación de Bartomeu M. Xiberta a la eclesiología, ya que la eclesiología xibertiana, de manera profética, anunció el modelo de Iglesia asumido por el Concilio Vaticano II.
El día 26 de septiembre de 2003 tuvo lugar en el palacio del obispo de Barcelona la Clausura del Proceso Diocesano de Canonización del P. Bartolomé Fanti M. Xiberta, O. Carm., presidida por el Cardenal Mons. Ricard Maria Carles.